# Arnaldo Toro
Arnaldo Toro Barea (Mayaguez, 28 de octubre de 1997) es un jugador de baloncesto puertorriqueño que forma parte de la plantilla de los Santeros de Aguada del Baloncesto Superior Nacional. Con 2,03 metros de altura, su posición es la de pívot. Es internacional con la selección de baloncesto de Puerto Rico.

## Trayectoria
Nacido en Mayaguez, es un pívot formado en Saint Benedict's Preparatory School situado en Newark, Nueva Jersey hasta 2016, fecha en la que ingresó en la Universidad George Washington, situada en el barrio de Foggy Bottom en Washington D. C., donde jugaría durante cinco temporadas la NCAA con los George Washington Colonials, desde 2016 a 2020.
En 2020, cambia de universidad e ingresa en la Universidad St. John's, situada en Queens, Nueva York, para jugar durante la temporada 2020-21 la NCAA con los St. John's Red Storm.
Tras no ser drafteado en 2021, firma por el BC Nokia de la Korisliiga.
Al término de la temporada 2021-22, se marcha a Puerto Rico para jugar en los Cariduros de Fajardo en la Baloncesto Superior Nacional.
El 2 de noviembre de 2022, firma por el Landstede Hammers de la BNXT League.
La 2023-24 la disputa en Letonia, al firmar, el 5 de octubre de 2023, por el VEF Rīga de la Latvian-Estonian Basketball League y la Basketball Champions League. Esa temporada se proclama campeón y MVP de la liga LBL.
Al año siguiente regresa a los Santeros de Aguada de la Baloncesto Superior Nacional. 
El 6 de agosto de 2024 firmó con el Utenos Juventus de la LKL, la primera división lituana.

### Selección nacional
En 2021 debuta con la selección de baloncesto de Puerto Rico con la que disputa la clasificación para el Campeonato FIBA Américas.
Durante agosto y septiembre de 2023 fue integrante de la selección de Puerto Rico que participó en el Mundial de 2023 celebrado en Asia, y que finalizó en decimosegundo lugar. Toro fue el único jugador nacido en Puerto Rico de la selección, siendo los restantes jugadores 10 de Estados Unidos y uno de Cuba.
Entre julio y agosto de 2024 fue parte de la selección absoluta de Puerto Rico, que disputó los Juegos Olímpicos de París, finalizando en decimosegunda posición.